# 清水寺 (みやま市)
清水寺（きよみずでら）は福岡県みやま市瀬高町本吉にある天台宗の寺院。山号は本吉山（もとよしざん）。院号は普門院。本尊は千手観音。九州西国霊場第十六番。また、筑後三十三観音28番札所。

## 歴史
寺伝によれば、平安時代初期の806年（大同元年）、唐から帰国してまもない最澄（伝教大師）は、1羽の雉の導きで清水寺のある山に分け入り、合歓（ねむ）の霊木を見つけたという。最澄はこの合歓の立木を刻んで2体の千手観音の木像を作り、うち1体を京都の清水寺に安置。もう1体を安置する堂をこの地に創建したのが当寺の起源であるという。
柳川藩藩主田中忠政の治世中と推察されている資料「田中筑後守殿家人数並知行付帳」に「五拾四石弐斗　清水寺」とある。また、「延宝九酉年知行取無足扶持方共」（1681年）に「同（高）五拾四石弐斗　清水寺」とあり、藩内寺社では13位の位置付けで建仁寺の下、水田天神宮社領の上に記載されている。
1745年（延享2年）には当時の柳川藩藩主立花貞則が願主となって、山門（福岡県指定有形文化財）が建立され、1836年（天保7年）には三重塔（福岡県指定有形文化財）が落成した。

## 伽藍
本堂

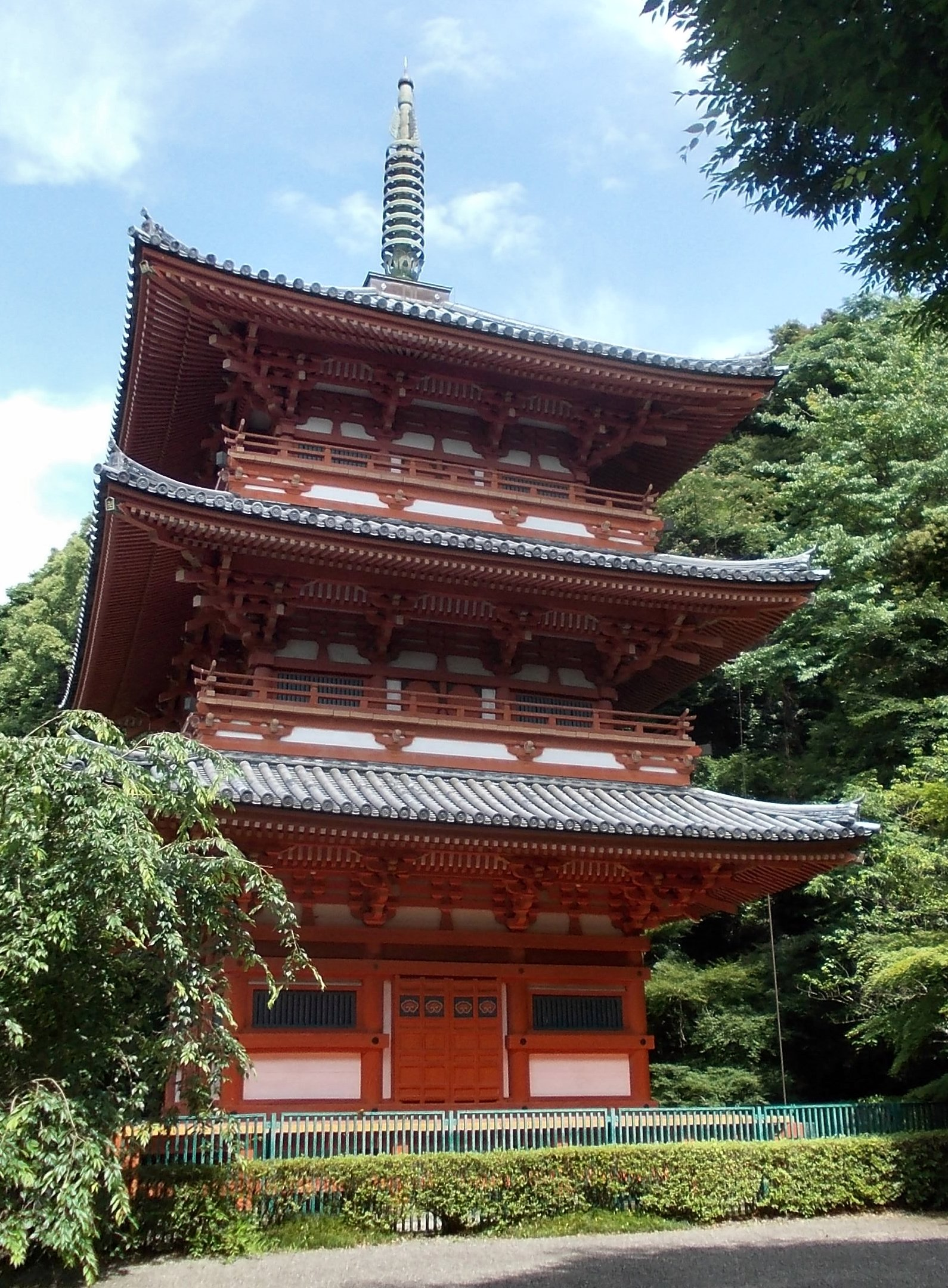
三重塔

平安時代の延暦23年（804年）7月桓武天皇の命により38才の最澄は遣唐使として唐で天台学を学んだ。最澄は帰国した翌年の大同元年（806年）に本吉山清水寺（本吉普門院清水寺）を創建したと伝えられている。伝教大師（最澄）作の本尊、千手観音が安置されている。古来より、安産、子授け、縁結びの祈りが絶えない。「よがんのん、あさがんのん」は本尊開帳の大祭である。8月9日から10日の朝にかけて大護摩祈祷が行われ、この日にお参詣ですると四万六千日お参りした功徳があるといわれ、多くの参拝者が訪れる。本堂の左側には阿弥陀堂の建物が鎮座してある。

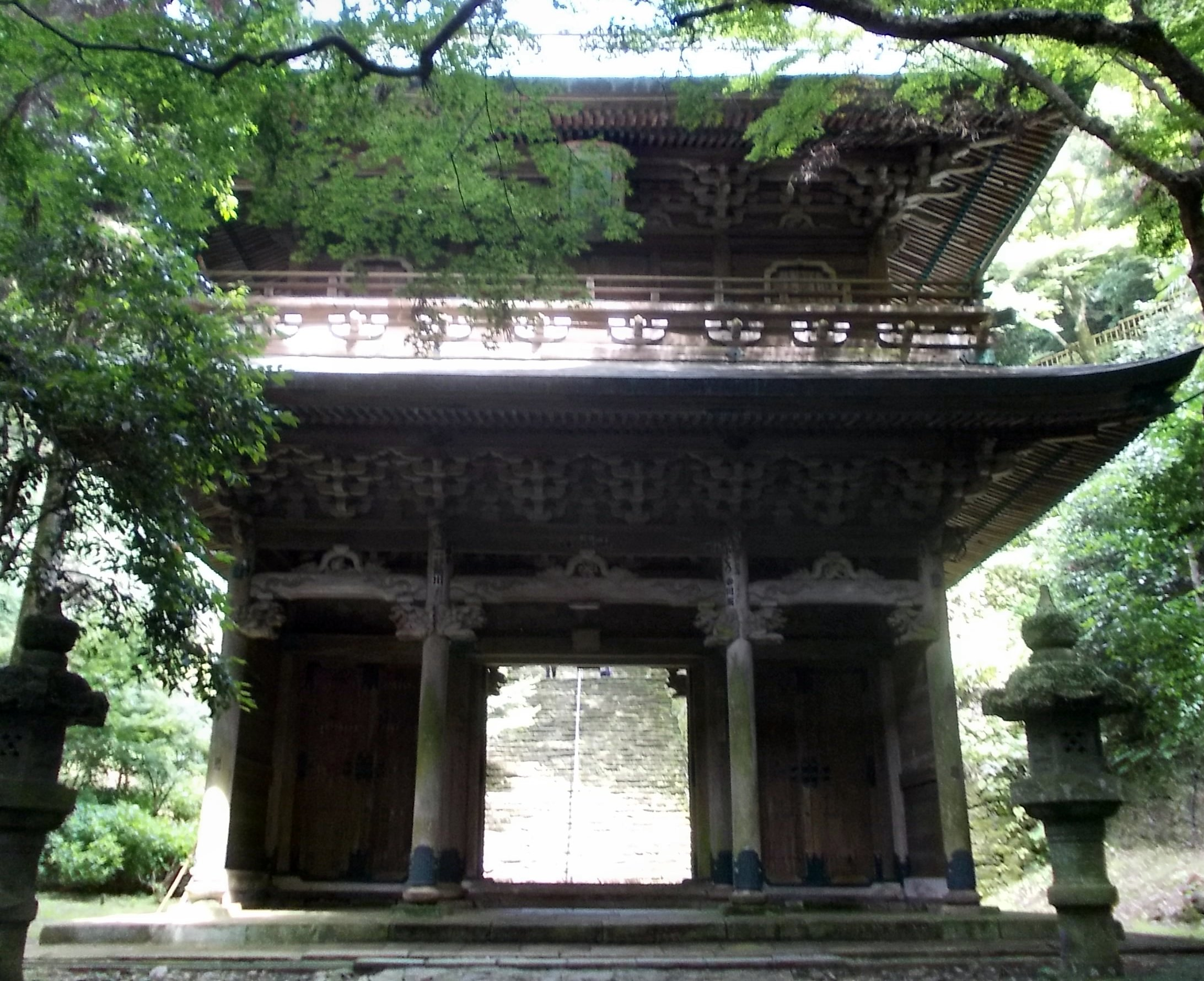
山門
この山門は延享2年（1745年）年柳川六代藩主立花貞則が願主となり京都の大工高田蕃蒸（ばんしょう）に命じて建立されたものである。山門は三門というのが本当で、木造入母屋二層、階上階下とも36.3㎡、高さ10.8ｍである。当時の建築技術の粋を集めて作られ、階上の内部は見事な作りで、文殊菩薩、釈迦如来、四天王などが祀られている。建築当初は傾いていたが、木材の乾燥とともに垂直になったと伝えられている。造営当時は桧皮（ひのきかわ）葺きであったものが現在では銅板に葺き替えられている。昭和36年県指定重要文化財。
仁王門
延享3年（1746年）、藩主藩民の寄進によって建立された。右の仁王像は口を大きく開け「阿」を表しすべてのものの発生、根源を意味し、左の像は口を結んで「吽（うん）」を表しすべてのものの帰着を意味する。寺院浄域の入口にあり仏法を守護する役目を持つ「金剛力士」の像を安置した門で、仁王像の高さは、約2.4米ある。仁王像は大力を授けるということから身体強健を祈って大きな草鞋を奉納し、又その草履に触れると脚が強くなるといわれている。
三重の塔
三重の塔の前身九輪塔は1779年の創建で、単層の塔上に青銅の九輪を備えたもので、瀬高地方出身の長崎丸山の遊女の寄進で建てられたと伝えられる。三重塔は藩内各地の奉仕により棟梁の宗吉兵衛により大阪四天王寺五重塔を手本に文政5年（1822年）に着工した。棟梁の死亡したあと弟子達が受け継ぎ、当初計画の五重塔を三重塔に変更して天保7年（1836年）に約14年間の歳月をかけて完成した。塔の入仏式は天保15年11月23日藩内の僧侶全員を集めて、盛大に催され、250両の費用を使ったといわれている。美しい自然の中にたたずむ朱塗りの塔は、清水寺のシンボルとして広く知られている。古代建築の九州最古随一のものである。昭和32年県重要文化財。
乳母観音
本吉山、清水寺の開祖　最澄の弟子の慈覚大師（円仁）は、唐より帰朝の時嘉祥元年（848年）に世の子供達が健全に育つようにとの願いをこめて、 観音像を彫刻し、堂を建築し供養されたと伝えられる。乳が出るようにと母親の願いを一心に集める観音である。乳房の形どったものを奉納しこの観音に参拝する人も多い。お乳が出るようになった祈願成就のお礼に、絵馬や千羽鶴を奉納する風習も残っている。乳父観音と乳母観音を用いる書があるが、清水寺の説明では、母（乳）と父の両親に見守られ子供が無事成長することを祈る観音さまで 「乳父観音」の字が正しく、古来から使用されたと言う。
千体仏堂
柳川藩主田中吉政の家来、林五郎左衛門の娘、操（みさお）は婿養子の婚約者幾之助が宮川右内に船小屋で鉄砲で殺されたのを知り敵討ちを決断16才の時である。家を出て10年目元和7年（1621）四国の徳島で宮川右内を探しやっと亡き夫の仇を取った。仇を取ったのち柳川に帰り信仰のあった観音堂のある清水の中腹に称名庵を作り住みつき両者の霊を慰めるために千体仏を刻んだ。この林操の敵討ちは実録本『南筑操之柳』にまとめられている。
本坊庭園
本坊庭園は室町時代の作で、作者は雪舟（1420年～1506年）であろうといわれている。東南北に山を囲らし心字の池を中心とする庭石の配置、植込み、池にそそぐ暖、急の滝など、自然と人工の美が溶け合い、春夏秋冬いつ訪れても飽きない名園である。特に正面の愛宕山からのぼる中秋の名月はすばらしく、その月が心字池の写るように工夫された借景式の泉水庭である。新緑と紅葉の頃はことのほか美しい。本坊前には大きな銀杏樹があり、紅葉時期には黄色のジュウタンで敷きつめられる。傍らに北原白秋自筆による碑が立っている。「ちち恋し　母恋してふ　子のきじは　赤と青とも　そめられにけり」

## 交通
- JR九州鹿児島本線瀬高駅よりタクシーで13分。
- マイカーの場合、九州自動車道みやま柳川ICより約3.5㎞。

## 周辺
- 清水山
- 清水山荘
- 清水山ぼたん園
- 女山史跡森林公園